# Yagan (Australie)
Pour les articles homonymes, voir Yagan.

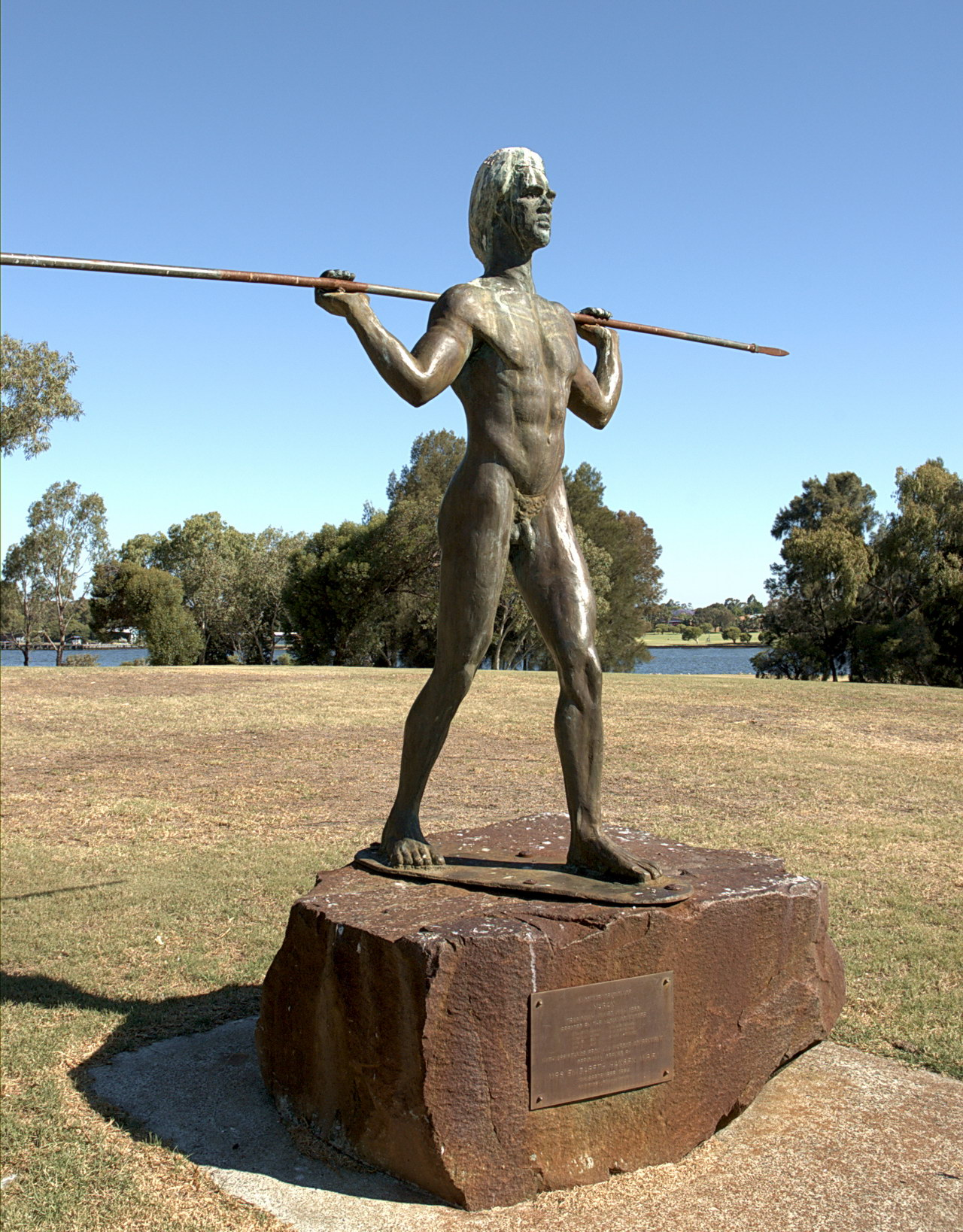
Statue de Yagan sur l'île Heirisson.

Yagan, né vers 1795 et mort le 11 juillet 1833, est une figure emblématique de la résistance aborigène à la colonisation britannique de l'Australie. Il était membre du peuple noongar, et vécut près de Perth, en Australie-Occidentale. Il mena une série d'attaques meurtrières contre des colons, et sa tête fut mise à prix par les autorités. Il fut tué par un colon en 1833. Son courage, sa détermination et son talent de guerrier avaient suscité l'admiration même de ses ennemis.
La tête de Yagan fut expédiée à Londres (ramenée par Robert Dale) pour y être exhibée dans un musée. Elle fut ensuite enterrée en 1964, puis rapatriée en Australie en 1997. Elle a été inhumée à Belhus, un quartier de Perth, selon la coutume noongar le 10 juillet 2010, 177 ans après sa mort.
En 1984, il fut commémoré par une statue de bronze sur l'île Heirisson, près de Perth. Il est également le héros de plusieurs œuvres de fiction, dont Yagan of the Bibbulmun, livre pour enfants de Mary Durack (1964).